# Elecciones parlamentarias de Albania de 2005
Las elecciones parlamentarias de Albania del año 2005 tuvieron lugar en esa república balcánica en la fecha del 3 de julio de ese año.
El resultado fue una victoria para la oposición, liderada por el Partido Democrático (PD) y sus aliados, entre los que se destaca el Partido Republicano (PR). El expresidente Sali Berisha se convirtió en primer ministro como resultado de la elección.
La participación electoral apenas llegó al 48%.

## Antecedentes del Sistema Electoral
La regularización de la elección fue vista como un tema crucial en el mantenimiento de las eventuales esperanzas de Albania de ingresar en la Unión Europea. 
En su mayor parte, la jornada electoral fue pacífica, pero observadores de la OSCE dijeron que los comicios sólo cumplieron parcialmente con las normas internacionales, citando entre otros problemas la desorganización, los procedimientos impropios y "algunos incidentes violentos". La Comisión Electoral Central (CEC) recibió más de 300 quejas en total.

## Sistema Electoral
Se eligen a 140 diputados para la Asamblea del Pueblo.
100 miembros del Kuvendi (palabra albanesa para Parlamento) son elegidos por votación directa en doce circunscripciones plurinominales análogas a doce condados del país. 
Los 40 escaños restantes se escogen de las listas de los partidos o por la representación proporcional.

## Resultados
El 14 de julio, la CCA publicó los resultados finales para 97 distritos electorales, así como los resultados proporcionales nacionales provisionales. Los claros ganadores fueron el Partido Democrático y sus aliados, aunque con muchas circunscripciones donde apenas aventajó el PD al gobernante Partido Socialista de Albania (PS o PSSH). 
En el voto electoral proporcional, la mayoría de los votantes eligieron partidos menores en lugar de los dos grandes partidos. El único partido para ganar asientos tanto proporcionales y de nivel de circunscripción fue el Movimiento Socialista para la Integración (LSI) del Primer Ministro de Albaniaex primer ministro Ilir Meta, como él mismo Meta ganó el mandato electoral único del partido. A pesar de esto, la LSI no cumplió con las expectativas previas a las elecciones que decían que podría surgir como fuerza a tener en cuenta en el próximo parlamento.
 Sumario de las elecciones al Parlamento de Albania del 3 de julio de 2005 
| Partido                                          | Constituyente | Constituyente | Constituyente | Compensatoria | Compensatoria | Compensatoria | Total | +/-   |
| Partido                                          | Votos         | %             | Escaños       | Votos         | %             | Escaños       | Total | +/-   |
| ------------------------------------------------ | ------------- | ------------- | ------------- | ------------- | ------------- | ------------- | ----- | ----- |
| Partido Democrático de Albania                   | 602 066       | 44,1          | 56            | 104 796       | 7.79          | 0             | 56    | +10   |
| Partido Socialista de Albania                    | 538 906       | 39,4          | 42            | 121 412       | 9.02          | 0             | 42    | -31   |
| Movimiento Socialista para la Integración        | 112 449       | 8,2           | 1             | 114 798       | 8.53          | 4             | 5     | Nuevo |
| Partido Republicano de Albania                   | 113 356       | 8,3           | 0             | 272 746       | 20.27         | 11            | 11    | Nuevo |
| Partido Socialdemócrata de Albania               | 113 356       | 8,3           | 0             | 174 103       | 12.94         | 7             | 7     | +3    |
| Nuevo Partido Democrático                        | 113 356       | 8,3           | 0             | 101 373       | 7.53          | 4             | 4     | +1    |
| Partido Agrario Ambientalista                    | 113 356       | 8,3           | 0             | 89 635        | 6.66          | 4             | 4     | +1    |
| Partido Alianza Democrática                      | 113 356       | 8,3           | 0             | 65 093        | 4,8           | 3             | 3     | 0     |
| Partido Democracia Social                        | 113 356       | 8,3           | 0             | 57 998        | 4,2           | 2             | 2     | Nuevo |
| Partido de la Unidad por los Derechos Humanos    | 113 356       | 8,3           | 0             | 56 403        | 4,1           | 2             | 2     | -1    |
| Movimiento Nacional - Rey Zogu I                 | 113 356       | 8,3           | 0             | 47,967        | 3.5           | 0             | 0     | Nuevo |
| Partido Democristiano                            | 113 356       | 8,3           | 0             | 44,576        | 3.3           | 2             | 2     | +2    |
| Frente Nacional                                  | 113 356       | 8,3           | 0             | 22 896        | 1,7           | 0             | 0     | Nuevo |
| Partido por la Justicia y la Integración         | 113 356       | 8,3           | 0             | 16 012        | 1,2           | 0             | 0     | Nuevo |
| Unión Liberal Democrática                        | 113 356       | 8,3           | 0             | 14 418        | 1,1           | 1             | 1     | Nuevo |
| Movimientos Libertad y Derechos Humanos          | 113 356       | 8,3           | 0             | 9 027         | 0,7           | 0             | 0     | Nuevo |
| Partido Comunista                                | 113 356       | 8,3           | 0             | 8 937         | 0,7           | 0             | 0     | Nuevo |
| Frente Nacional Democrático                      | 113 356       | 8,3           | 0             | 7 632         | 0,6           | 0             | 0     | Nuevo |
| Unión Democrática                                | 113 356       | 8,3           | 0             | 7 371         | 0,5           | 0             | 0     | 0     |
| Alianza Socialista                               | 113 356       | 8,3           | 0             | 6 604         | 0,5           | 0             | 0     | Nuevo |
| Alianza para la Acción Social y Solidaria        | 113 356       | 8,3           | 0             | 5 059         | 0,4           | 0             | 0     | Nuevo |
| Partidos Sociales - Unidad Nacional              | 113 356       | 8,3           | 0             | 3 260         | 0,2           | 0             | 0     | Nuevo |
| Partido Democrático por la Nueva Democracia Real | 113 356       | 8,3           | 0             | 1 794         | 0,1           | 0             | 0     | Nuevo |
| Liga Verde Albanesa                              | 113 356       | 8,3           | 0             | 1 710         | 0,1           | 0             | 0     | Nuevo |
| Movimiento Democrático Monárquico                | 113 356       | 8,3           | 0             | 774           | 0,1           | 0             | 0     | Nuevo |
| Partido Seguridad Nacional de Albanesa           | 113 356       | 8,3           | 0             | 570           | 0,1           | 0             | 0     | Nuevo |
| Independientes                                   | 113 356       | 8,3           | 1             | –             | –             | –             | 1     | -1    |
| Nulos / Votos en blanco                          | 21 951        | –             | –             | 21 973        | –             | –             | –     | –     |
| Total                                            | 1 388 728     | 100.00        | 100           | 1 367 347     | 100.00        | 40            | 140   | 0     |
| Registrados/Participación                        | 2 850 821     | 48.71         |               | 2 850 821     | 47.96         |               |       |       |
| Fuente: Nohlen & Stöver: Adam Carr               |               |               |               |               |               |               |       |       |

## Consecuencias
Monitores de la Organización para la Seguridad y la Cooperación en Europa calificaron las elecciones como una "decepción", alegando que no cumplió con los estándares internacionales debido a "serias irregularidades", la intimidación, la compra de votos y "violencia cometidos por los extremistas de ambos lados."